# Црна свадба (1. сезона)
Прва сезона криминалистичко-драмске телевизијске серије Црна свадба емитовала се од 23. октобра до новембра 2021. године на каналима Суперстар ТВ и РТС 1. Прва сезона се састоји од десет епизода.

## Радња
Прича почиње у малом месту у Источној Србији где Митар, иначе  миран и благ човек, изненада и на бруталан начин почини масакр убивши 12 комшија.
Митар пуца себи у главу, али чудним сплетом околности ипак остаје жив.
Покушавајући да расветле мотиве злочина, Петар, припадник БИА и инспектори Томић и Благојевић позивају Наташу, реномираног психолога, да као судски вештак утврди да ли је Митар психички оболео или се иза злочина крије неки други мотив.
Петар иначе покушава да одгонетне шта се заправо догодило јер је убица, пре него што је пуцао у себе, изговорио реч катабаза, исту ону коју је рекао и његов покојни син пре него што је извршио самоубиство.
Монах Тихон упозорава психолога Наташу да је њена ћерка Ида у опасности и да се иза свега крију демонске силе које опседају људске душе.
Након што присуствује чину црне свадбе у селу у којем се догодио масакр, Петар почиње све више верује да се иза свега крије нешто натприродно...

## Епизоде
| Бр. еп. (укупно) | Бр. еп. (у сезони) | Наслов | Редитељ         | Сценариста         | Премијера          |
| --- | ------------------ | ------ | --------------- | ------------------ | ------------------ |
| 1 | 1                  |        | Немања Ћипранић | Страхиња Маџаревић | 23. октобар 2021.  |
| Прича почиње у малом селу у Источној Србији где Митар, гастарбајтер и становник села, покушава да пронађе мир са невенчаном супругом и њеном мајком. Једнога дана изненада, Митар узима стару пушку сакривену у дворишту и њиме насумично почиње да убија комшије у селу. Након што убије једанаесторо људи, као таоца узима локалну конобарицу. Петар, инспектор за кризне ситуације у Безбедносној агенцији, води самачки живот који у слободно време испуњава алкохолом. Агенција позива Петра као преговарача у селу, како би ослободио конобарицу и прекинуо крвави пир....                           |                    |        |                 |                    |                    |
| 2 | 2                  |        | Немања Ћипранић | Страхиња Маџаревић | 24. октобар 2021.  |
| Након што убије конобарицу и пуца себи у глави, Митар бива пребачен на ВМА у коматозном стању. Инспектори Томић и Благојевић преузимају случај и позивају у помоћ при вештачењу познатог и медијски пропраћеног психолога и феминисткињу Наташу Јанковић. Мистериозни монах Тихон, након сазнања о масакру у влашком селу, долази у Београд и почиње да прати Наташу, која је самохрана мајка у бизарној вези. Паралелно са садашњошћу, пратимо причу спортског коментатора Миће Ђурића из 1976. који под неразјашњеним околностима губи глас након једне од утакмица...                                   |                    |        |                 |                    |                    |
| 3 | 3                  |        | Немања Ћипранић | Страхиња Маџаревић | 30. октобар 2021.  |
| Иако су доктори прогнозирали другачије, Митар се буди из коме, а на Наташи је да утврди његову менталну урачунљивост. Митар почиње да се чудно понаша у њеном присуству. Тихон и даље прати Наташу покушавајући да је убеди да је њена ћерка Ида у опасности. Инспектори Томић и Благојевић желе да удаље Петра са случаја. Ипак, Петар на своју руку ради на случају масакра и покушава да убеди Наташу да је Тихон у праву. У прошлости, дубоко депресивни Мића, са својом женом Весном, одлази на село где среће своју трудну другарицу из детињства Теодору, коју мештани сматрају лудом и другачијом. |                    |        |                 |                    |                    |
| 4 | 4                  |        | Немања Ћипранић | Страхиња Маџаревић | 31. октобар 2021.  |
| У селу се управо припрема сам обред Црне свадбе за једног од погинулих у масакру. Тихон и даље прогања Наташу. Петар сазнаје да је Тихон избачен из цркве пре много година и да ради ствари на своју руку. Ипак, Петар му верује. Петар одлази у село у источној Србији у којем је Митар извршио масакр и почиње да се распитује о локалним обичајима... |                    |        |                 |                    |                    |
| 5 | 5                  |        | Немања Ћипранић | Страхиња Маџаревић | 6. новембар 2021.  |
| Петар присуствује обреду црне свадбе на сеоском гробљу. Сакривеном из једног гроба приђе му врачара Микула која му каже да је "она" у опасности. Након што је Иди позлило, Тихон се ушуња у њену болничку собу. Наташа је избезумљена и пристаје на одлазак код врачаре. Тамо сазнаје нешто неочекивано. Мића се опоравио и повратио му се глас. |                    |        |                 |                    |                    |
| 6 | 6                  |        | Немања Ћипранић | Страхиња Маџаревић | 7. новембар 2021.  |
| Петар помаже Тихону да изађе из притвора. Наташа почиње да верује у Тихонову причу. Томић и Благојевић пребацују Митра из болнице у затвор. Да ли ће све ићи онако како су замислили? С друге стране, Мића се опоравља и креће на пут... |                    |        |                 |                    |                    |
| 7 | 7                  |        | Немања Ћипранић | Страхиња Маџаревић | 13. новембар 2021. |
| Митар је у бекству а полиција му је за петама. Томић је растројен због Благојевићеве смрти. Саопштава његовој жени, с којом има аферу, да јој је муж мртав. Такође, Томић не верује Петру и Наташи да се нешто чудно дешава. Наташа и Тихон чувају Иду. Нико не зна где се Митар упутио. У сценама из прошлости полиција покушава да открије мотиве злочина који је Мића починио у манастиру. |                    |        |                 |                    |                    |
| 8 | 8                  |        | Немања Ћипранић | Страхиња Маџаревић | 14. новембар 2021. |
| Полиција испитује Наташу због Тихоновог убиства. Томић јој не верује. Мисли да је Петар саучесник. Наташа са ћерком бежи на село код своје тетке. Томићу ствари постају све сумњивије. Петар жели да заштити Наташу, која сама одлази у потрагу за истином... |                    |        |                 |                    |                    |
| 9 | 9                  |        | Немања Ћипранић | Страхиња Маџаревић | 20. новембар 2021. |
| Наташа креће на пут ка санаторијуму у Словенији у ком ће сазнати истину о својој мајци. Томић издаје потерницу за њом. Петар полако склапа коцкице и схвата да је Наташа лагала и повезује шта се десило у прошлости... |                    |        |                 |                    |                    |
| 10 | 10                 |        | Немања Ћипранић | Страхиња Маџаревић | 21. новембар 2021. |
| Петар и Наташа отимају Иду и беже у цркву оца Бранислава, Тихоновог ученика. Томић је у потрази за њима. Петар и Наташа се боре против сила мрака. Остаје питање - хоће ли успети и да их победе? |                    |        |                 |                    |                    |